# Phthiracarus turgidus
Phthiracarus turgidus är en kvalsterart som först beskrevs av Wojciech Niedbała 1991.  Phthiracarus turgidus ingår i släktet Phthiracarus och familjen Phthiracaridae. Inga underarter finns listade i Catalogue of Life.